# Pierrefiche, Aveyron
Pierrefiche är en kommun i departementet Aveyron i regionen Occitanien i södra Frankrike. Kommunen ligger  i kantonen Saint-Geniez-d'Olt som ligger i arrondissementet Rodez. År 2022 hade Pierrefiche 293 invånare.

## Befolkningsutveckling
Antalet invånare i kommunen Pierrefiche
Referens: INSEE